# واقفیه
واقفیّه نام فرقه‌ای از شیعیان بوده که موسی کاظم پسر جعفر صادق را همان مهدی موعود می‌دانستند.
عده‌ای از ایشان به مرگ وی اعتراف داشتند و می‌گفتند زنده می‌شود و عالم را مسخّر می‌کند. منظور از واقفیه کسانی هستند که در کاظم توقف کردند و ولایت امام‌های بعد از ایشان را نپذیرفتند.
واقفیه خود به دو گروه تقسیم شدند: گروهی معتقد بودند موسی بن جعفر زنده و از نظرها غایب است و گروهی دیگر که اعتقاد داشتند وی که آخرین امام بود، درگذشت. به این گروه قطعیه می‌گویند.
بنیان‌گذاران واقفیه سه نفر به نام‌های: علی بن ابی حمزه بطائنی، زیاد بن مروان قندی و عثمان بن عیسی رواسی از وکلا موسی کاظم بودند و به همین سبب اموال فراوان وی را دراختیار داشتند (زیاد قندی ۷۰ هزار دینار و علی بن حمزه ۳۰ هزار دینار). آنان به جهت تصاحب این اموال ادعا کردند که موسی بن جعفر زنده و غایب است. چرا که در صورت اقرار به امامت رضا ناچار بودند آن اموال را تحویل وی دهند. از این روی نه تنها اموال را غصب کردند بلکه از این امکانات جهت فریب دادن شیعیان دیگر مانند: حمزه بن بزیع، ابن مکاری، کرام خثعمی و دیگران استفاده کردند.

## مؤلفه
پس از گذشت مدتی از درگذشت موسی کاظم، بسیاری از این گروه به امامت علی بن موسی الرضا باور پیدا کردند و واقفیه از بین رفت. اما پس از فوت علی بن موسی، مجددا گروهی به واقفیه بازگشت کردند که به مولفه شهره شدند. اکنون گروهی به نام واقفیه یا کسانی که به وقف در امامت موسی کاظم معتقد باشند، وجود ندارند.